# دیوید مندنهال
دیوید مندنهال (انگلیسی: David Mendenhall؛ زادهٔ ۱۳ ژوئن ۱۹۷۱) یک هنرپیشه، و صدا پیشه اهل ایالات متحده آمریکا است. او در فیلم‌هایی مثل در اوج و خیابان‌ها بازی کرده است.